# Andreas Bloch (Basketballspieler)
Andreas Michael Bloch (* 5. Februar 1982) ist ein ehemaliger deutscher Basketballspieler.

## Werdegang
Bloch ging im Sommer 1999 aus Deutschland in die Vereinigten Staaten, verbrachte ein Jahr an der Fresno Central High School im Bundesstaat Kalifornien und wechselte zur Saison 2000/01 an die Villanova University in den Bundesstaat Pennsylvania. Im Februar 2001 stand der 2,03 Meter große Flügelspieler im Rampenlicht, als er in der Schlussphase des Spiels gegen die University of Connecticut innerhalb von rund elfeinhalb Minuten vier Dreipunktewürfe traf, insgesamt 13 Punkte erzielte und damit erheblich zum Sieg seiner Mannschaft beitrug. Bis zu diesem Spiel hatte Bloch für die Hochschulmannschaft seit dem Saisonbeginn in seinen sämtlichen Einsätzen insgesamt 13 Punkte verbucht. Bis 2004 wurde Bloch in 80 Spielen eingesetzt und erzielte für Villanova im Durchschnitt 1,9 Punkte je Begegnung. Im Sommer 2003 gehörte Bloch zum Aufgebot der deutschen A2-Nationalmannschaft und nahm im selben Jahr mit der deutschen Auswahl an der Universiade teil, nachdem er im Jahr 2000 bereits an Länderspielen der deutschen Junioren-Nationalmannschaft mitgewirkt hatte.
Seine Laufbahn im professionellen Basketball begann Bloch in der italienischen Serie A, er war während der Saison 2004/05 Vertragsspieler bei Air Avellino. Er stand in 27 Ligaspielen für Avellino auf dem Feld und erzielte insgesamt 21 Punkte. Im November 2005 weilte er kurz beim isländischen Erstligisten Grindavík. Er spielte in Belgien bei Bosch Security Colfontaine, im weiteren Verlauf der Saison 2005/06 beim deutschen Zweitligisten MTV Stuttgart und in der Saison 2006/07 in derselben Liga beim USC Freiburg. In seinem letzten Spieljahr als Basketballprofi war er Mitglied der Mannschaft Ferrallas Los Llanos-Hellín in der spanischen Liga EBA und kam während der Saison 2007/08 in 26 Einsätzen auf einen Mittelwert von 11,8 Punkten je Begegnung.